# 印第安座ν
印第安座ν，又名CP-72 2690，HD 211998、SAO 258033、HR 8515，是印第安座的一颗恒星，视星等为5.29，位于銀經316.86，銀緯-40.67，其B1900.0坐标为赤經22h 16m 2s，赤緯-72° -40.67′ 29″。